# Centru Nou, Satu Mare
Centru Nou este un cartier al municipiului Satu Mare, România.A fost ridicat în anii 1970 și adăpostește Palatul Administrativ din Satu Mare, care la data construirii sale era cea mai înaltă clădire din Transilvania. Alte clădiri importante din cartier includ Casa de Cultură a Sindicatelor și  Complexul Comercial Someșul. Cele trei construcții sunt proiectate de arhitectul Nicolae Porumbescu.
Aici au loc concerte de diferite tipuri de muzică, festivaluri iar în noaptea de Anul Nou, mii de oameni se adună aici între 31 decembrie - 1 ianuarie pentru a sărbători împreună.
Centru Nou este cunoscut mai ales pentru băncile din zonă și magazine. De asemenea, are multe pub-uri, restaurante și fast-food-uri. Este o parte economică importantă a orașului.